# Бараково (Рязанская область)
Бараково — деревня в Рыбновском районе Рязанской области. Входит в Пионерское сельское поселение.

## География
Находится в западной части Рязанской области на расстоянии приблизительно 24 км на запад-юго-запад по прямой от железнодорожного вокзала в городе Рыбное.

## История
На карте 1850 года показана как поселение с 30 дворами. В 1859 году здесь (тогда деревня Зарайского уезда Рязанской губернии) было учтено 32 двора, в 1897—111.

## Население
Численность населения: 71 человек (1859 год), 913 (1897), 70 в 2002 году (русские 100 %), 65 в 2010.